# NGC 2040
Coordenadas:  05h 36m 00.7s, −67° 34′ 57″
NGC 2040 es un cúmulo abierto en la constelación de Dorado, que contiene un gran número de estrellas y jóvenes. Es una de las formaciones de estrellas más grandes de la Gran Nube de Magallanes.